# Manuela Azevedo (Sängerin)

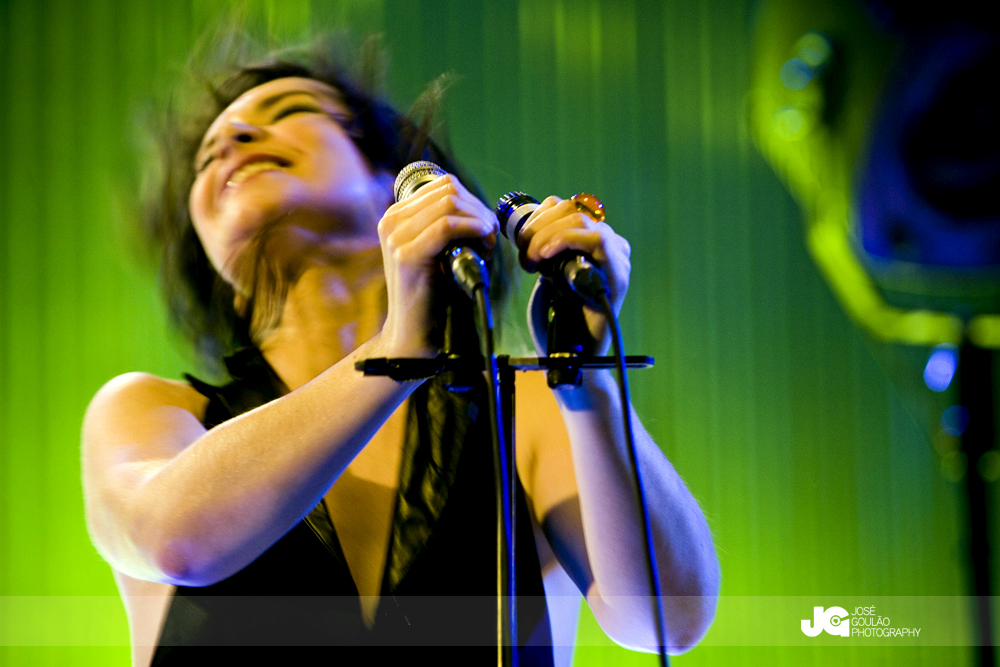
Manuela Azevedo bei einem Auftritt in der Aula Magna, Lissabon, 6. Dezember 2007

Maria Manuela Machado Azevedo (* 20. Januar 1970 in Vila do Conde, Porto, Portugal) ist eine portugiesische Sängerin. Sie ist Sängerin der Pop-Rock-Band Clã.

## Werdegang
Azevedo studierte Rechtswissenschaften an der Universität Coimbra, die sie mit Diplom abschloss. Daneben erhielt sie eine musikalische Ausbildung am Klavier.
1992 gründete sie die Band Clã und ist seither als Sängerin Frontfrau der Band. Zwischen 2004 und 2006 trat sie im Rahmen des Projektes Humanos auf. Mit einer Reihe portugiesischer Musiker entstanden weitere gemeinsame Aufnahmen.

## Aufnahmen mit anderen Künstlern
- 1997: mit Ornatos Violeta: Líbido und Letra S
- 1999: mit Três Tristes Tigres: (Falta) Forma
- 1999: mit Trovante: Perigo
- 2002: mit Carinhoso: Carinhoso
- 2003: mit Mola Dudle: Árvore
- 2003: mit José Peixoto: Caixinha de Pandora
- 2004: mit Manuel Paulo: Malhas Caídas
- 2005: mit Pato Fu: Bom Dia Brasil
- 2006: mit Brigada Victor Jara: Tirióni
- 2007: mit Vozes da Rádio
- 2008: mit Júlio Resende: Ir (e Voltar)
- 2010: mit Júlio Pereira: Casa das Histórias